# Halbmarathon-Weltmeisterschaften 1993
Die 2. Halbmarathon-Weltmeisterschaften (offiziell IAAF World Half Marathon Championships) fanden am 3. Oktober 1993 in der belgischen Hauptstadt Brüssel statt. 254 Teilnehmer – 133 Männer, 35 Junioren und 86 Frauen – aus 49 Ländern gingen an den Start. Die gesonderte Juniorenwertung wurde nach dieser Austragung abgeschafft.

## Ergebnisse

### Männer

#### Einzelwertung
| Platz | Athlet               | Land | Zeit (h) |
| ----- | -------------------- | ---- | -------- |
| 1     | Vincent Rousseau     | BEL  | 1:01:06  |
| 2     | Steve Moneghetti     | AUS  | 1:01:10  |
| 3     | Carl Thackery        | GBR  | 1:01:13  |
| 4     | Lameck Aguta         | KEN  | 1:01:15  |
| 5     | Valdenor dos Santos  | BRA  | 1:01:17  |
| 6     | Antonio Fabián Silio | ARG  | 1:01:35  |
| 7     | John Andrews         | AUS  | 1:01:37  |
| 8     | Adam Motlagale       | RSA  | 1:01:42  |

Teilnehmer aus deutschsprachigen Ländern: 
- 9: Rainer Wachenbrunner (GER), 1:02:00
- 24: Heinz-Bernd Bürger (GER), 1:02:40
- 49: Klaus-Peter Nabein (GER), 1:03:38
- 68: Thierry Constantin (SUI), 1:04:19
- 73: Pierre Délèze (SUI), 1:04:32
- 84: Axel Kripschock (GER), 1:05:15
- 106: Uwe Hohnsdorf (GER), 1:07:34
- 115: Roland Wille (LIE), 1:09:46 h.

#### Teamwertung
| Platz | Land und Athleten                                                           | Zeit (h)                        |
| ----- | --------------------------------------------------------------------------- | ------------------------------- |
| 1     | Kenia Lameck Aguta (4.) Thomas Osano (13.) Joseph Cheromei (16.)            | 3:05:40 1:01:15 1:02:10 1:02:15 |
| 2     | Australien Steve Moneghetti (2.) John Andrews (7.) Patrick Carroll (35.)    | 3:05:43 1:01:10 1:01:37 1:02:56 |
| 3     | Vereinigtes Königreich Carl Thackery (3.) Mark Flint (15.) Dave Lewis (27.) | 3:06:10 1:01:13 1:02:13 1:02:44 |

Deutschland belegte den elften Platz in 3:08:16 h.

### Frauen

#### Einzelwertung
| Platz | Athletin           | Land | Zeit (h) |
| ----- | ------------------ | ---- | -------- |
| 1     | Conceição Ferreira | POR  | 1:10:07  |
| 2     | Mari Tanigawa      | JPN  | 1:10:09  |
| 3     | Tegla Loroupe      | KEN  | 1:10:12  |
| 4     | Miyoko Asahina     | JPN  | 1:10:15  |
| 5     | Elena Murgoci      | ROU  | 1:10:17  |
| 6     | Anuța Cătună       | ROU  | 1:10:39  |
| 7     | Iulia Negură       | ROU  | 1:11:22  |
| 8     | Albertina Machado  | POR  | 1:11:39  |

Teilnehmerinnen aus deutschsprachigen Ländern: 
- 29: Dörte Köster (GER), 1:13:41
- 30: Kerstin Herzberg (GER), 1:13:42
- 56: Andrea Fleischer (GER), 1:15:50
- 80: Maria Wille (LIE), 1:29:43
- DNF: Gabriela Wolf (GER)

#### Teamwertung
| Platz | Land und Athletinnen                                                        | Zeit (h)                        |
| ----- | --------------------------------------------------------------------------- | ------------------------------- |
| 1     | Rumänien Elena Murgoci (5.) Anuța Cătună (6.) Iulia Negură (7.)             | 3:32:18 1:10:17 1:10:39 1:11:22 |
| 2     | Japan Mari Tanigawa (2.) Miyoko Asahina (4.) Akari Takemoto (10.)           | 3:32:22 1:10:09 1:10:15 1:11:58 |
| 3     | Portugal Conceição Ferreira (1.) Albertina Machado (8.) Rosa Oliveira (15.) | 3:34:12 1:10:07 1:11:39 1:12:26 |

Deutschland belegte den neunten Platz in 3:43:13 h.

### Junioren

#### Einzelwertung
| Platz | Athlet       | Land | Zeit (h) |
| ----- | ------------ | ---- | -------- |
| 1     | Meck Mothuli | RSA  | 1:02:11  |
| 2     | Biruk Bekele | ETH  | 1:03:32  |
| 3     | Isaac Radebe | RSA  | 1:03:35  |

Teilnehmer aus Deutschland: 
- 22: Thorsten Matthes, 1:10:01
- 26: Patrick Heinlein, 1:11:14
- 29: Nikolaus Rama, 1:11:57
- DNF: Guido Streit

#### Teamwertung
| Platz | Land und Athleten                                                            | Zeit (h)                        |
| ----- | ---------------------------------------------------------------------------- | ------------------------------- |
| 1     | Südafrika Meck Mothuli (1.) Isaac Radebe (3.) Frank Pooe (4.)                | 3:09:46 1:02:11 1:03:35 1:04:00 |
| 2     | Äthiopien Biruk Bekele (2.) Tegenu Abebe (5.) Yifru Fekadu Yifru (9.)        | 3:13:34 1:03:32 1:04:19 1:05:43 |
| 3     | Italien Giovanni Ruggiero (7.) Rosario Daidone (8.) Ottaviano Andriani (11.) | 3:17:12 1:05:21 1:05:35 1:06:16 |

Deutschland belegte den sechsten Platz in 3:33:12 h.